# Kyleakin
Kyleakin (gaelsky Caol Àcain) je vesnice a přístav v mořské úžině Loch Alsh na jihovýchodním pobřeží skotského ostrova Skye ve Vnitřních Hebridách. Administrativně přináleží do skotské správní oblasti Highland.

## Historie

### Původ jména
Jméno sídla znamená "Haakonův průliv". Název pochází ze spojení slova kyle (průliv, úžina) a osobního jména Haakon, konkrétně jména norského krále Haakona IV., jehož válečné loďstvo zde kotvilo před bitvou se skotským králem Alexandrem III., která se odehrála 2. října 1263 u města Largs v zálivu Firth of Clyde.

### Hrad Castle Moil
Na území obce se nachází zřícenina obytné a obranné věže, která bývala jádrem hradu Castle Moil (gaelsky Caisteal Maol), někdy též zvaného Dun Haakon nebo Dunakin Castle.

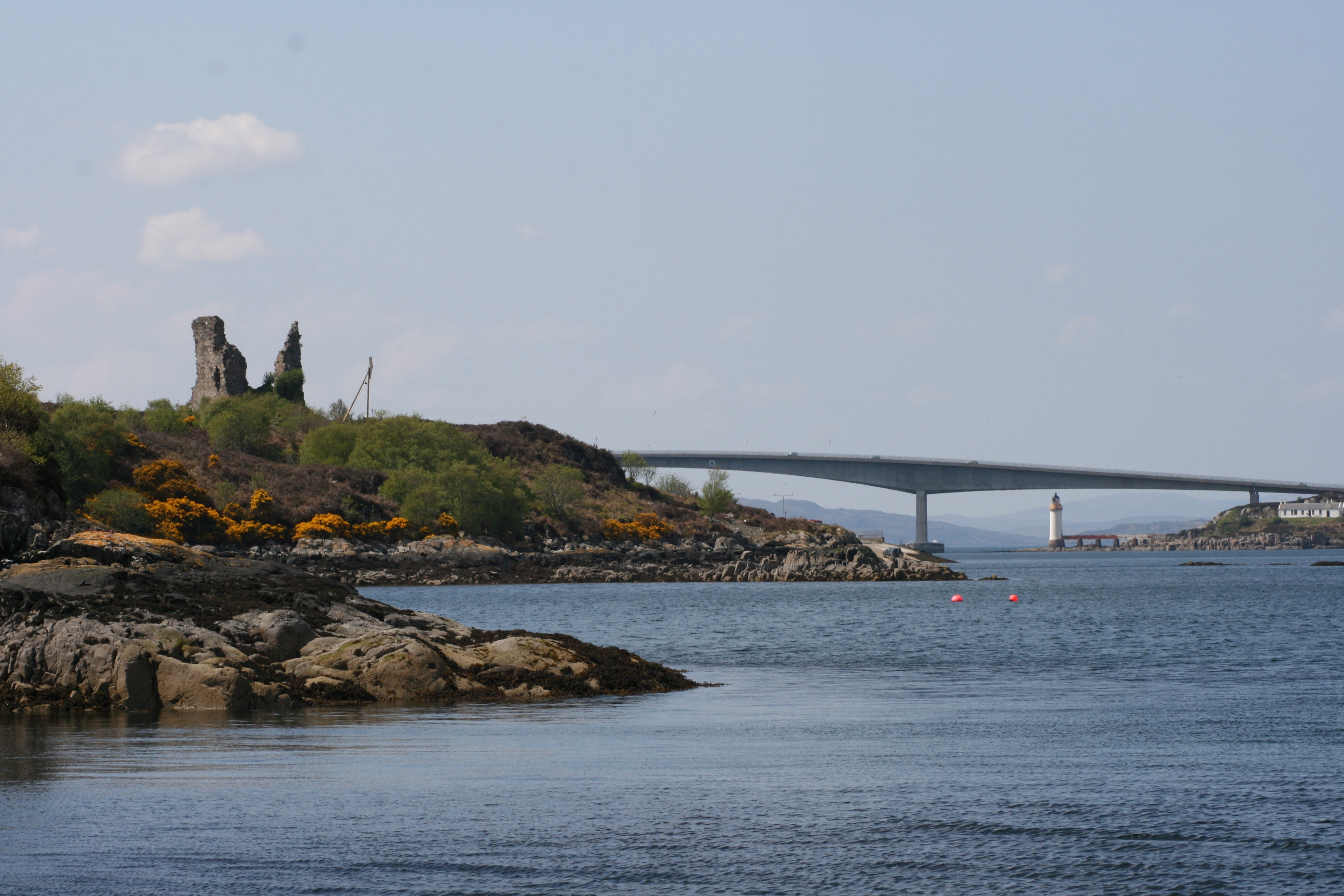
Zřícenina hradu Moil (Maol), v pozadí Skye Bridge

Jedná se o pozůstatky pevnosti z 15. století, avšak předpokládá se, že na místě, odkud bylo možno ovládnout průjezd úžinou, stával mnohem starší hrad, který byl sídlem místního klanu Mackinnon. Legenda praví, že Findanus Mackinnon z Dunakinu se na počátku 10. století oženil s norskou princeznou, které se přezdívalo Drzá Mary (Saucy Mary). Tato hradní paní údajně nechala natáhnou přes mořskou úžinu řetěz a za průjezd lodí vybírala mýtné. Zmíněná norská princezna byla podle legendy pohřbena na hoře Beinn na Caillich (732 m n. m. - v překladu ze skotské gaelštiny jméno vrcholu znamená Hora staré ženy) v pohoří Red Cuillin na ostrově Skye.

### Velké plány MacDonaldů
Na počátku 19. století lord Alexander Wentworth MacDonald, 2. baron MacDonald z rodu skyeského klanu MacDonaldů, představil své plány na obrovský rozvoj Kyleakinu včetně výstavby obytných čtvrtí s cílem zde vybudovat jakýsi "nový Liverpool". Tyto plány však nikdy nebyly realizovány.

## Stavba Skye Bridge
Bez ohledu na to, že se plány Alexandra MacDonalda neuskutečnily, Kyleakin býval důležitou vstupní branou na ostrov Skye. Již od roku 1841 byla mezi přístavním molem v Kyle of Lochalsh (od roku 1870 pak s návazností na železniční spojení z Invernessu) a přístavem Kyleakin provozována trajektová přeprava osob a vozů na ostrov Skye. Velkou ranou pro prosperitu a další rozvoj obce se stala stavba silničního mostu Skye Bridge na sklonku 20. století. Po otevření mostu 16. října 1995 ukončila společnost Caledonian MacBrayne trajektovou přepravu a Kyleakin de facto degradoval na vesnici, kterou návštěvníci, přijíždějící na ostrov, vesměs míjejí bez povšimnutí.

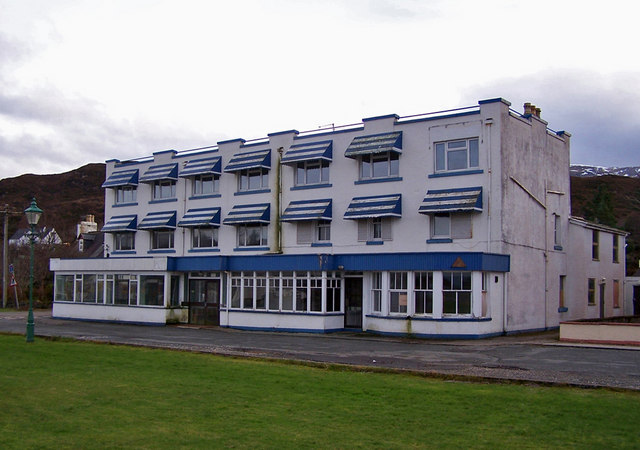
Někdejší kyleakinský hostel, který býval v síti Hostelling International